# Jonas Jensen-Abbew
Jonas Jensen-Abbew, auch „AJ“ genannt (* 20. April 2002 in Herlev), ist ein dänischer Fußballspieler.
Der Nachwuchsnationalspieler der Skandinavier spielt auf der Innenverteidigerposition und spielt zurzeit bei Aarhus GF, nachdem er zuvor seit der Jugend für den FC Nordsjælland aufgelaufen war. Zudem ist Jensen-Abbew dänischer Nachwuchsnationalspieler.

## Karriere

### Verein
Jonas Jensen-Abbew, Sohn eines Vaters aus Ghana und einer Mutter aus Dänemark, wurde im Kopenhagener Vorort Herlev geboren und spielte dort für B1973. Der Großteil der dänischen Erstligisten sind im Großraum Kopenhagen ansässig, wobei der FC Kopenhagen sowie Brøndby IF mit zusammen 26 Meistertiteln zu den größten Vereinen in Dänemark gehören. Der „FCK“ entstand 1992 aus einer Fusion zwischen den ersten Mannschaften von B 1903 Kopenhagen sowie Kjøbenhavns Boldklub, die zusammen auf 22 Meistertitel kommen. Nach seiner Zeit bei B1973 spielte „AJ“ allerdings zunächst für AB Gladsaxe aus Gladsaxe und war dort bis zur U15 aktiv, bevor er zum FC Nordsjælland aus Farum wechselte. Jonas Jensen-Abbew durchlief nun die Nachwuchsmannschaften des „FCN“, ehe er am 4. April 2021 im Alter von 19 Jahren sein Profidebüt in der Superligaen gab. Dabei wurde er beim 2:0-Heimsieg gegen Aarhus GF in der Meisterrunde in der 66. Minute für Adam Nagalo eingewechselt. In der Meisterrunde verpasste der FC Nordsjælland die Qualifikation für den europäischen Wettbewerb. In der darauffolgenden Saison sammelte „AJ“ weiter Spielpraxis in der ersten Mannschaft seines Vereins, auch außerhalb des dänischen Pokalwettbewerbs, aber einen Stammplatz konnte er sich nicht erkämpfen. Daher wurde er im Juni 2022 an HB Køge verliehen. Als Innenverteidiger kämpfte sich Jonas Jensen-Abbew schnell in die Stammelf, stand aber in den letzten drei Partien des Jahres nicht im Spieltagskader. Der Leihvertrag lief zum Jahresende aus, woraufhin die Rückkehr zum FC Nordsjælland folgte. Wieder angekommen beim „FCN“, konnte sich Jensen-Abbew weiterhin nicht in die Stammelf spielen. So kam er bis zum Saisonende zu lediglich drei Pflichtspieleinsätzen. Der „FCN“ qualifizierte sich schließlich für die Conference League.
Im internationalen Wettbewerb startete der FC Nordsjælland in der dritten Qualifikationsrunde und setzte sich dort gegen die Rumänen von FCSB durch, ehe man in den Play-offs Partizan Belgrad rauswerfen konnte und sich somit für die Gruppenphase qualifizieren. Dort traf der FCN auf Fenerbahce Istanbul, den slowakischen Vertreter Spartak Trnava sowie auf den bulgarischen Verein Ludogorets Rasgrad und schied trotz zwei hohen Siegen gegen Ludogorets und Fenerbahce (7:1 und 6:1) als Gruppendritter aus. Während der Europareise kam Jonas Jensen-Abbew zu fünf Einsätzen. Durchsetzen konnte er sich allerdings nicht und in der Wintertransferperiode der Saison 2023/24 entschied er sich für einen Vereinswechsel.
Jensen-Abbew wechselte schließlich Anfang Februar 2024 zu Aarhus GF.

### Nationalmannschaft
Jonas Jensen spielt auch für dänische Nachwuchsnationalmannschaften und vertrat das skandinavische Land in den Altersklassen U18 und U21.